# Gécamines
Gécamines (Générale des Carrières et Mines, früher Union Minière du Haut Katanga) ist die Bezeichnung eines Bergbauunternehmens und des zugehörigen Bergbaukomplexes in der Provinz Katanga in der Demokratischen Republik Kongo. In dem Komplex, der Ausmaße von bis zu 300 km Länge und 70 km Breite hat, werden hauptsächlich Kupfer- und Cobalterze abgebaut.
Die seit 1966 verstaatlichte Anlage erwirtschaftete teilweise 70 % der Exporteinnahmen des Landes. Hervorgegangen war sie aus dem belgischen Unternehmen Union Minière du Haut Katanga, welches zuvor enteignet und verstaatlicht worden war.
Die Abbaumengen beliefen sich in den 1970er Jahren auf jährlich bis zu 700.000 Tonnen Kupfer und 18.000 Tonnen Kobalt. Die anfangs Gewinn bringende Anlage hatte seit 1971 mit den stark fallenden Kupferpreisen zu kämpfen. Dies führte schließlich zu einer Verringerung der Abbaukapazitäten auf rund 30.000 Tonnen Kupfer und 3.000 Tonnen Kobalt im Jahr 1994.
1998 wurde das Unternehmen durch den Provinzgouverneur, Augustin Katumba Mwanke, privatisiert und an Ridgepointe Overseas verkauft, einem Unternehmen von Billy Rautenbach, einem Robert Mugabe nahestehenden Investor aus Simbabwe.
Seit 2006 wird das Unternehmen von Paul Fortin geleitet, der kanadische Anwalt führt den maroden Bergbaukonzern im Auftrag der Weltbank.